# 2000년 캠프 데이비드 회담
2000년 캠프 데이비드 회담(2000 Camp David Summit)은 이스라엘-팔레스타인 분쟁을 해결하기 위해 2000년 7월 11일부터 25일까지 캠프 데이비드에서 열린 정상회담으로, 미국 대통령 빌 클린턴, 이스라엘 총리 에후드 바라크, 팔레스타인 자치 정부 수반 야세르 아라파트가 참석하였다. 캠프 데이비드 회담은 특별한 협정 없이 종료되었으며, 회담 실패로 인해 제2차 인티파다가 촉발되기도 하였다.
회담에 참석한 목격자 다수는 회담 결과에 대해 서로 모순되는 자기중심적인 설명을 내놓았는데, 이를 두고 라쇼몽 효과를 보여주는 좋은 예시라는 지적도 제기되었다.

## 정상회담
2000년 7월 5일, 미국 대통령 빌 클린턴은 중동 평화 협상을 계속하기 위해, 이스라엘 총리 에후드 바라크와 자치 정부 수반 야세르 아라파트에게, 메릴랜드의 캠프 데이비드로 오라는 초대장을 보냈다. 캠프 데이비드를 고른 이유는, 1978년 지미 카터 대통령이 이집트 총리 안와르 사다트와 이스라엘 총리 메나헴 베긴을 중재해 성공적으로 캠프 데이비드 협정을 맺은 선례가 있기 때문이었다. 1993년 이스라엘 총리 이츠하크 라빈과 팔레스타인 해방기구 수반 야세르 아파타트 사이에 맺은 오슬로 협정에서는, 팔레스타인의 자치를 시작한 시점에서 5년 후까지는 이스라엘과 팔레스타인 사이 모든 쟁점을 해소해, 최종적인 평화 협정을 맺어야 한다고 규정하였으나, 오슬로 협정에 따른 평화 과정은 양 측 모두의 기대치에 미치지 못했기 때문에, 이를 해소해야 할 필요성도 있었다.
7월 11일 캠프 데이비드 회담이 개최되었으나, 팔레스타인에서는 회담이 시기상조라는 목소리가 컸으며, 일부에서는 함정이라고 주장하기도 하였다. 7월 25일 회담이 종료되었으나 특별히 맺어진 합의는 없었으며, 회담 종료 시 향후의 협상을 위한 원칙을 담은 삼자 성명이 발표되었다.

## 협상

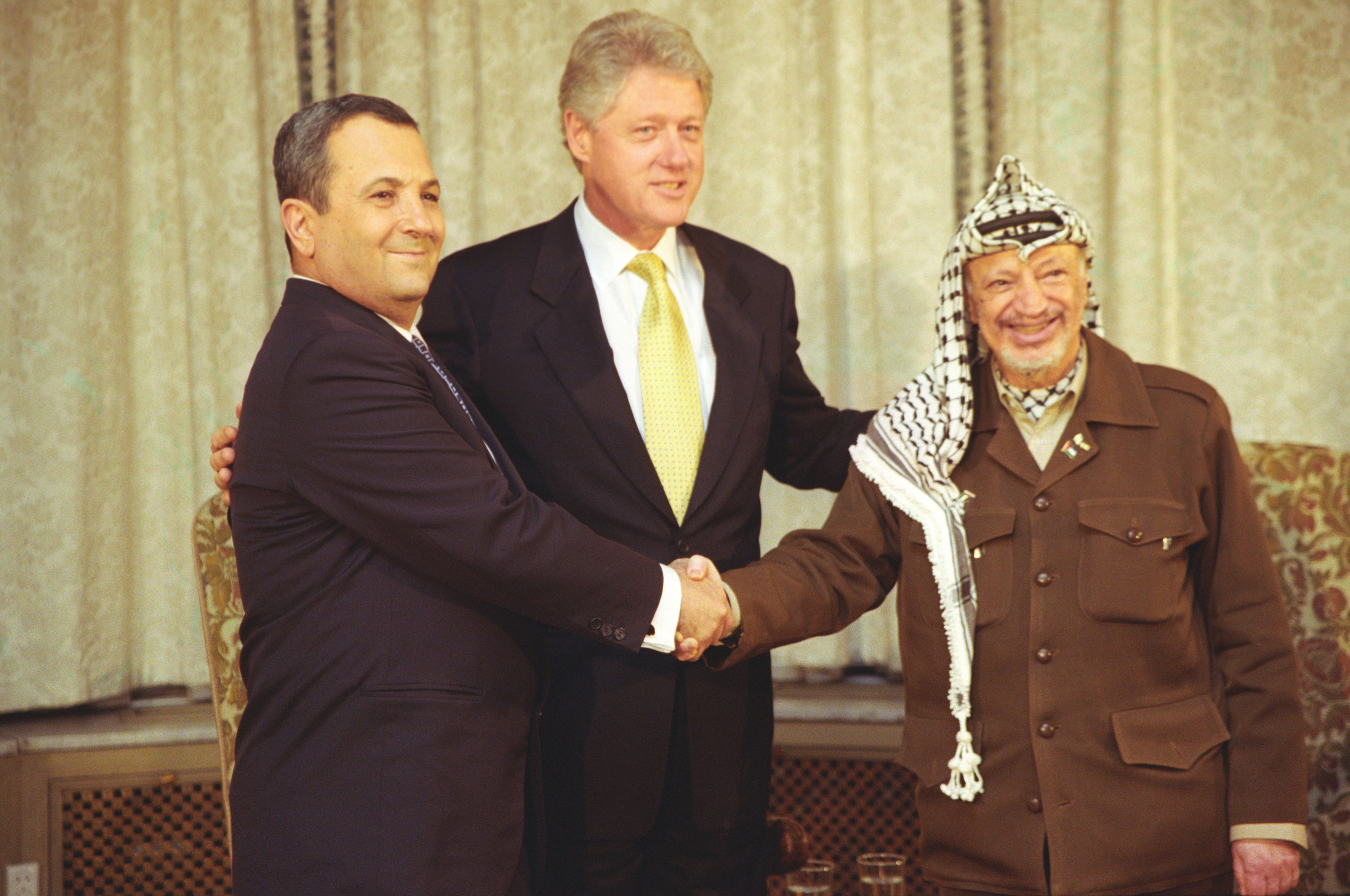
워싱턴 D.C.의 백악관에서 에후드 바라크와 야세르 아라파트가 악수하는 모습.

캠프 데이비드 회담에서의 협상은 '모 아니면 도' 방식으로, 모든 쟁점에 대해 합의가 이루어지지 못하면 합의가 아에 이루어지지 않은 것으로 보았다. 쟁점에 대한 제안은 대부분 구두로 이루어졌으며, 최종적인 합의가 이루어지지 않은 데다가 구두로 이루어진 제안이 기록되지 않아, 누가 어떤 주장을 했는지에 대해서는 다소 모호한 점이 있다.
최종적인 결론에 도달하지 못한 협상 쟁점은 다음이 있다.
- 영토
  - 영토의 연속성
- 예루살렘과 성전산
- 난민 문제와 귀환권
- 안보 합의
- 정착촌

### 영토
팔레스타인 측에서는 가자 지구와 서안 지구 전역의 영유권을 주장했으나, 이스라엘과의 1:1 영토 교환 가능성도 열어두었다. 팔레스타인 측에서는, 팔레스타인 위임통치령의 역사적 영토 중 78%에 해당하는 지역에서 이스라엘의 영유권을 인정함으로서 이미 영토에 대해 양보는 끝낸 것이라고 주장하였으며, 특히 파이살 후세이니는 이에 대해 "어떻게 양보한 것을 더 양보하느냐"는 의견을 드러낸 바 있었다. 팔레스타인은 안전 보장 이사회 결의 제242호는 제3차 중동 전쟁에서 이스라엘이 점령한 영토에서 즉각 철수하라는 뜻으로 해석해야 하며, 이를 최종 평화 협정에 담아야 한다고 주장하였다. 이와 관련하여 1993년 오슬로 협정에서 팔레스타인 측은 그린 라인에 따른 국경을 받아들였으나, 이스라엘은 이 제안을 거부하고, 결의 제242호의 해석이 잘못되었다고 주장하였다. 이스라엘은 서안 지구에 있는 여러 정착촌의 합병을 원했으며, 1949년 당시의 국경으로 회귀할 경우 이스라엘의 안보가 위험해질 것이라고 보았다. 또한, 이스라엘은 동예루살렘(71 km2), 사해의 영해(195 km2), 라트룬 주변 무인지대(50 km2)를 서안 지구의 일부로 보지 않았기 때문에, 양 측에서 주장하는 서안 지구의 면적은 5% 가량 차이가 있었다.
바라크는 이스라엘의 서안 지구의 정의에 따라, 초기 팔레스타인 국가의 영토는 서안 지구의 73%(그린 라인 국경보다 27% 적음)와 가자 지구의 100%로 하고, 10~25년에 걸쳐 영토 교환을 통해 서안 지구의 92%까지 확대해 나가자고 제안하였으나, 팔레스타인 측은 이를 서안 지구의 86%만을 주는 것으로 받아들였다.
로버트 라이트에 따르면, 이스라엘은 인구가 많은 정착촌만 그대로 보유하고, 헤브론 근처 키랴트 아르바를 제외한 나머지 정착촌은 해체하되, 키랴트 아르바는 팔레스타인 속 월경지가 되어, 우회로를 통해 이스라엘 본토와 연결할 계획이었다. 서안 지구는 예루살렘에서 사해를 잇는 이스라엘 통제 하의 도로로 반으로 나뉘는데, 이 도로는 팔레스타인인도 자유롭게 이용할 수 있지만, 유사시 이스라엘은 도로 통행을 제한할 권리를 갖는다. 이에 대한 보상으로서, 이스라엘은 네게브에 있는 고속도로와 철도의 사용을 허가하여, 서안 지구와 가자 지구를 이을 수 있게끔 한다.
이스라엘은 그린 라인 안쪽 영토의 1%를 넘기는 대신 서안 지구의 영토 9%를 갖게 된다. 여기서 이스라엘이 양보하는 영토는 알아크사 모스크 등 팔레스타인의 문화에서 중요한 땅이었으며, 이스라엘이 받는 땅은 구체적으로 명시되지 않았다. 여기에 더해 바라크는 팔레스타인의 영공을 이스라엘이 통제하는 방안을 내놓았다. 팔레스타인 측에서는 영토 교환을 통해 가자 지구 근처 할루차 지역(78 km2)을 받는 것을 거부하였는데, 이는 서안 지구에서 양보하는 영토보다 상태가 좋지 않다고 생각했기 때문이었다.

#### 영토의 연속성
협상에 따라 설립되는 팔레스타인 국가에서는, 서안 지구와 가자 지구가 불연속성을 띄게 된다. 서안 지구 자체가 불연속성을 띄는지에 대해서는 논란이 있다. 노엄 촘스키는 회담에서 서안 지구이 3구획으로, 동예루살렘이 4구획으로 분할되며, 각 구획 사이는 이스라엘 영토가 위치해 구획 사이를 나누는 안이 제안되었다는 글을 남겼으며, 다른 보고에서도 서안 지구가 3개로 나뉜다는 언급이 등장하나, 이와 반대로 에후드 바라크는 마알레 아두밈에서 요르단강에 이르는 쐐기 형태의 이스라엘 영토를 제외하고는 서안 지구 전체가 연속성을 띈다고 밝혔다.
이 제안에 따르면, 정착촌, 우회로, 합병 영토로 인해 나블루스-제닌과 라말라 사이에 장벽이 생기게 되며, 라말라 지역도 베들레헴과 헤브론으로 나뉘게 된다. 나머지 구획 하나에는 예리코가 포함된다. 또한, 서안 지구와 요르단 사이의 국경은 이스라엘의 통제로 남으며, 팔레스타인 자치 정부가 받는 동예루살렘의 영토는 서안 지구에서 이스라엘이 받는 영토로 인해 완벽히 둘러싸이게 된다. 이러한 문제로 인해, 팔레스타인은 서안 지구를 3구획으로 나눈다는 방안에 강한 거부감을 드러냈으며, 팔레스타인 대표단은 이를 남아프리카의 반투스탄에 비유하기도 했다.

### 동예루살렘
예루살렘과 성전산의 지위에 대해서는 매우 격렬한 논쟁이 벌어졌는데, 정작 양 측 모두 예루살렘 문제가 협상의 중심이 되리라고는 거의 예상하지 못했다. 바라크는 이스라엘 대표단에게 예루살렘 문제를 "협상의 운명을 결정할 핵심적인 문제"로 취급하라고 지시하였으며, 아라파트는 팔레스타인 대표단에게 "이 한 가지는 양보하지 마라. 하람(성전산)은 나에게 그 어떤 것보다 더 소중하다"고 말하였다. 캠프 데이비드 회담 개막식에서 바라크는 미국 대표단에게, 팔레스타인에게 동예루살렘의 상징적인 주권 이상을 주는 것은 받아들일 수 없다고 경고하였다.
팔레스타인은 동예루살렘과, 성전산에 있는 알아크사 모스크 및 바위의 돔 등 성지에 대한 완전한 영유권을 요구하였으며, 그린 라인 바깥에 건설된 이스라엘 정착촌을 해체할 것을 주장하였다. 당시 아라파트의 협상 대표였던 마흐무드 압바스는 동예루살렘 전체가 팔레스타인의 영유 하로 돌아와야 한다며, 유대인 거주 지역과 통곡의 벽은 이스라엘의 영유가 아닌 행정 하에 있어야 하고, 예루살렘 전체가 지방 자치 차원에서 서로 협력하는 개방적인 도시가 되어야 한다는 의견을 밝혔다.
이스라엘은 팔레스타인에게, 성전산과, 구시가의 이슬람교 및 기독교 거주 지역에 대해, 영유권 대신 '관리권'을 제안하였으며, 성전산을 둘러싸는 통곡의 벽과, 구시가의 유대인 및 아르메니아인 거주 지역에 대한 점유는 그대로 유지하겠다고 밝혔다. 이스라엘의 제안에 따르면, 팔레스타인은 이슬람교 및 기독교 성지의 완전한 행정권을 가지며, 원할 경우 팔레스타인 국기를 게양할 수 있게 된다. 예루살렘 북부와 이슬람교/기독교 성지를 잇는 통로는 팔레스타인에 합병된다. 이스라엘 대표단은 그린 라인 바깥쪽에 있는 정착촌 일부를 예루살렘으로 합병하고, 베타니아나 알람 등 1967년 이후 예루살렘으로 합병된 작은 아랍 마을을 합쳐 알쿠드스라는 도시로 만들어, 이를 팔레스타인의 수도로 삼는 안을 제안하였다. 근처의 셰이크자라, 실로암, 앗투르 등 일부 아랍 마을은 그대로 이스라엘에 남아, 민간 자치만 허가되며, 바깥쪽의 아랍 마을에서는 팔레스타인이 민간 및 행정 자치를 시행한다. 동예루살렘의 이스라엘 마을은 이스라엘의 통제 하에 남는다. 구시가의 성지는 정치와 별도로, 종교 단체의 행정권을 적용받는다. 팔레스타인 대표단은, 이스라엘 대표단이 이를 종합하여 동예루살렘의 팔레스타인 영토를, 위요지 6곳을 포함해, 8구획으로 줄일 것을 요구했다고 주장했다.

### 난민과 귀환권
1948년 아랍-이스라엘 전쟁으로 인해, 현재 이스라엘 영토에 거주하던 팔레스타인 아랍인 다수가 탈출하거나 추방되었다. 당시의 난민 수는 711,100~725,000명에 이르렀으며, 후손을 포함한 현재의 난민 수는 약 400만 명으로, 전체 팔레스타인인의 절반을 차지한다. 1948년 이후 팔레스타인인 다수는 귀환권을 완전히 적용해, 난민 모두가 기존에 살던 집으로 돌아가고, 재산 피해에 대한 보상을 받아야 한다고 주장하고 있다. 이스라엘은 이에 대해, 새로 만들어지는 팔레스타인 국가가 아닌 이스라엘 본토로의 귀환을 허락할 경우, 이스라엘의 인구 분포를 크게 바꿀 정도로 많은 팔레스타인인이 몰려와, 유대 국가로서의 이스라엘의 존재 자체가 위협받을 수 있다고 보고 있다.
캠프 데이비드 회담에서 팔레스타인 측은 귀환권을 보장해야 한다는 기존의 입장을 유지하며, 이스라엘이 이스라엘 내에 정착하고자 하는 모든 난민의 권리를 인정해야 한다고 주장하였으나, 인구 분포와 관련한 염려에 대해, 난민 다수가 귀환하지 않는 편을 선택하게끔 양 편의 합의 하에 적절한 조치를 시행하자고 제안하였다. 미국 국무장관 매들린 올브라이트에 따르면, 팔레스타인 측 일부는 비밀리에 이스라엘로의 귀환을 허가할 난민의 상한선을 협상하자는 의사를 드러내기도 했는데, 이에 따르면 이스라엘로 매 년 15만 명 가량이 귀환하여, 점차적으로 돌아갈 예정이었다.
이스라엘 측은 이스라엘은 난민 문제에 책임이 없다는 입장을 고수했으며, 귀환권의 적용 자체가 유대 국가로서의 이스라엘의 정체성을 위협할 것이라고 보았다. 이스라엘 측은 가족 상봉 등 인도적인 이유에 한해서, 난민 최대 10만 명만 이스라엘로 돌아오게 허가할 것이며, 다른 난민들은 현재 거주지, 팔레스타인 국가, 제3국 중에 하나를 골라야 할 것이라고 밝혔다. 또한, 이스라엘의 주도로 국제 기금 300억 달러를 모아, 팔레스타인 난민의 재산 피해를 보상하는 데 사용하도록 돕겠다고 제안하였다.

### 안보 합의
이스라엘 측은 이스라엘이 팔레스타인 국가 내에 레이더 기지를 설치하고, 팔레스타인의 영공을 사용하기를 원했으며, 팔레스타인-요르단 국경의 15% 가량에 군대를 남기고자 했다. 여기에, 유사시를 대비해 팔레스타인 영토 내에 군대를 배치하고, 요르단계곡 내에는 국제 연합군을 배치해야 한다고 주장하였다. 또한, 이스라엘은 자신들이 감시한다는 조건 하에 국경검문소의 관할을 팔레스타인 정부로 완전히 넘기겠다고 제안하였다. 더하여 이스라엘은 준군사 보안군을 제외하고 팔레스타인 국가는 비군사화되어야 하며, 이스라엘의 동의 없이 외국 군대가 요르단강 서쪽으로 진입하는 것을 허가하지 않고, 테러 단체를 해체해야 한다고 요구하였다.

## 회담 이후
10월 중순, 클린턴과 이스라엘 및 팔레스타인 대표단은 샤름엘셰이크에서 만나, 폭력 행위를 멈추고 안보 면에서의 협력을 위한 '샤름 각서'를 체결하였다. 클린턴은 12월 18일부터 23일까지 이어진 협상에서 평화 협정을 체결하려고 노력했으나, 별다른 성과를 거두지 못한 채 2001년 1월 임기를 마쳤다. 양 측은 공식적으로 일부 유보사항을 제외하고 클린턴이 제시한 조건을 받아들이였으나, 유보사항으로 인해 실질적으로 주요 쟁점에서는 조건을 거부한 것과 다름없었다. 12월 28일 예정되었던 샤름엘셰이크 회담은 개최되지 않았으며, 2001년 1월 2일 팔레스타인 측이 근본적인 반대 사항 일부를 제외하고 조건을 수용하자, 바라크는 20장 분량의 유보사항을 첨부한 채 조건을 수용하였다.
2001년 1월 타바 회담이 열렸으며, 양 측 모두 합의에 매우 근접했다는 성명을 내놓았으나, 예루살렘이나 가자의 지위, 난민에 대한 보상 요구 등 주요 쟁점은 해결되지 않은 채 남아 있었다. 이후 선거를 앞둔 바라크는 다시 평화 협상을 중단했으나, 바라크는 2001년 선거에서 아리엘 샤론에게 패배하였다.

## 실패에 대한 책임론
캠프 데이비드 회담이 실패한 책임이 어느 쪽에 있는지는 뜨거운 논쟁이 벌어지는 주제이다.

### 팔레스타인 책임론
이스라엘과 미국에서는 회담 실패의 원인을 주로 아라파트로 본다. 바라크는 캠프 데이비드에서의 아라파트의 행동을 "'분쟁의 종식'에 진지하게 서명하거나 평화협정에 도달하려는 진지한 의도를 갖지 않고, 가능한 한 이스라엘의 양보를 많이 얻어내기 위해 준비한 공연이었다"고 묘사하였다.
클린턴은 대화 실패의 원인을 아라파트에게 돌리면서, "2000년 아라파트가 정의롭고 지속적인 평화 속에서 더 나은 삶이라는 팔레스타인인의 꿈을 실현할 기회를 놓친 것을 유감스럽게 생각한다"고 밝혔다. 클린턴은 아라파트가 구체적인 반대 이유를 밝히지 않은 채 그냥 협상장을 떠났으며, 회담 직후 시작된 일련의 팔레스타인 폭동을 가라앉히는 데 거의 아무런 역할을 하지 않았다고 덧붙였다. 클린턴은 자신의 자서전에서, 한 때 아라파트가 자신에게 "당신은 위대한 사람이다"라고 칭찬했는데, 자신은 여기에 "나는 위대한 사람이 아니다. 나는 실패작이며, 당신이 나를 실패작으로 만들었다"고 대답했다고 밝혔다. 팔레스타인 자치 정부의 장관이었던 나빌 아므르는 아라파트가 고의적으로 회담을 무산시켰다고 주장하였다.
미국 중동 대사였던 데니스 로스는 오스트레일리아에서 진행했던 강연에서, 아라파트가 귀환권 등 팔레스타인의 요구 전체를 수용할 가능성이 사라지지 않게 최종 합의에 서명하지 않으려고 했기 때문에 회담이 실패했다고 말하며, 아라파트가 "팔레스타인 전체를 포함하는 하나의 아랍 국가로 이루어진 일국 방안을 원했던 것"이라고 주장하였다. 로스는 회담장에서 사우디 왕자 반다르 빈 술탄이 "만약 아라파트가 지금 가능한 것을 받아들이지 않는다면, 이는 비극이 아니라 범죄가 될 것이다"고 말했다고 전했다.
하버드 의학전문대학원의 교수인 켄네스 레빈은 자신의 책 오슬로 증후군(The Oslo Syndrome)에서, 캠프 데이비드 회담에 대해 "이스라엘의 큰 제안 규모와, 클린턴 대통령으로부터의 강한 압박에도 불구하고, 아라파트는 머뭇거렸다. 아라파트는 이스라엘의 양보가 무엇이던 간에, 이후 팔레스타인의 주장을 불가능하게 만드는 최종적인 합의에 서명할 생각이 없었던 것으로 보인다"고 서술하였다. 레빈은 이스라엘과 미국 모두, 1948년의 난민이 얼마나 돌아올 수 있는지와, 얼마나 많은 금전적 보상을 해 주었는지와 관계 없이, 아라파트가 모든 팔레스타인의 '귀환권' 자체를 포기할 것이라고 생각한 것 자체가 순진한 생각이었다고 주장했다.
하버드 대학교의 법학 교수 앨런 더쇼비츠는 회담의 실패 원인이 "팔레스타인과 아라파트가 귀환권을 포기하지 않은 것"이라며, "예루살렘도 아니었고, 국경도 아니었다. 귀환권이었다"고 밝혔다. 더쇼비츠는 이 내용을 클린턴 대통령이 자신에게 개인적으로 직접 말했다고 주장하였다.

### 이스라엘 및 미국 책임론
회담에 미국 대표단으로 참석했던 로버트 말리는 회담과 관련한 세 가지 '잘못된 믿음'이 있다고 적었다. 말리는 첫 번째로 "캠프 데이비드 회담이 아라파트의 의도를 보여주는 이상적인 시험대"였다는 것을 들었는데, 말리는 아라파트가 회담 준비 과정에서 이스라엘과 팔레스타인 대표단이 충분히 쟁점을 좁혀 오지 못했다고 생각했고, 이로 인해 아라파트와 바라크 사이 '관계의 저점'에서 회담이 이루어졌다고 보았다. 두 번째로, "이스라엘의 제안이 팔레스타인의 요구의 전부는 아니지만 대부분을 충족하였다"는 것으로, 말리는 아라파트 입장에서, 예루살렘의 아랍 마을 일부와 하람알샤리프를 이스라엘에 넘기라는 말을 들었으며, 9:1이라는 불리한 영토 교환 비율을 받아들이라고 강요받은 것이라고 주장했다. 세 번째로, "팔레스타인은 스스로 양보하지 않았다"는 것으로, 말리는 팔레스타인이 1967년 국경을 기준으로 동예루살렘 및 서안 지구에 있는 이스라엘 정착촌을 포기하였으며, 이스라엘의 이익을 보장하는 범위에서 귀환권을 행사하겠다고 밝힌 바 있었다고 말했다. 종합적으로, 말리는 후세인 1세나 안와르 사다트가 이스라엘과 협상할 때보다 아라파트가 양보한 것이 더 많다고 주장하였다
클레이턴 스위셔는 자신이 2004년 출판한 책 캠프 데이비드의 진실(The Truth About Camp David)에서, 클린턴과 로스의 주장에 반박하며, 이스라엘과 미국도 팔레스타인만큼이나 책임이 있다고 주장하였다.
회담에 참여했던 당시 이스라엘 외교부 장관 쉴로모 벤아미는 팔레스타인인들은 서안 지구, 동예루살렘, 가자 지구에서 이스라엘의 즉각 철수를 원하며, 그 후에만 팔레스타인 자치 정부가 팔레스타인 기구를 해산할 것이라고 보고하였으며, 이에 대해 이스라엘은 "협상의 전제 조건으로서 1967년 6월 국경으로 회귀할 수는 없다"고 답변하였다. 2006년 벤아미는 데모크라시 나우!에서 "캠프 데이비드는 팔레스타인이 놓친 기회가 아니며, 내가 팔레스타인인이었어도 캠프 데이비드를 거부했을 것이다"고 밝혔다.
노먼 핑컬스틴은 팔레스타인 연구 학회지의 2007년 겨울호에 게제한 글에서, "국제법상, 팔레스타인과 이스라엘의 관점에서 보았을 때, 캠프 데이비드에서 나온 모든 양보는 팔레스타인 쪽에서 나온 것이지 이스라엘 쪽에서 나온 것이 아니다"고 주장했다.
캘리포니아 대학교 버클리의 정치과학 교수 론 하스너는 협상에 있어 종교 지도자들과 상의한 적이 없기 때문에, 예루살렘 문제에 있어 협상이 실패했다고 주장하며, 양 측 모두 분쟁의 종교적 측면을 무시할 수 있다고 생각했기 때문에, 성전산 문제가 협상의 주요 쟁점으로 떠오를 가능성을 진지하게 고려하지 않았다고 보았다. 회담에 이스라엘 측의 자문위원으로 참석한 정치과학자 메나헴 클레인은 "예루살렘을 충분히 종교 도시로서 취급하지 않았다... 도시의 종교적 신성성과 역사적 신성성 사이의 연관을 논의하는 것보다, 구시가의 유적 보존을 논의하는 것이 더 쉬웠다"고 밝혔다.

## 회담에 대한 여론
팔레스타인에서는 회담의 지지 여론이 강했다. 회담 이후 아라파트의 지지율은 39%에서 46%로 증가하였으며, 캠프 데이비드 회담의 결과에 대해, 68%가 적당하다고 생각하였고, 14%는 너무 많이 양보했다고, 6%는 너무 적게 양보했다고 생각하였다.
바라크는 여론의 지지를 별로 받지 못했다. 이스라엘 대중 중 25%만이 적당하다고 생각하였으며, 58%가 너무 많이 양보하였다고 생각하였다. 또한, 과반수 이상은 회담에서 바라크가 제기한 의견 중, 안보를 제외하고 모든 안건에서 반대 의사를 보였다.

## 회담 종료 시의 삼자 성명
2000년 7월 25일

대통령 윌리엄 제퍼슨 클린턴

이스라엘 총리 에후드 바라크

팔레스타인 자치 정부 수반 야세르 아라파트

7월 11일부터 24일 사이, 클린턴 대통령의 지도 하에, 바락 총리와 아라파트 수반은 영구적 상태에 대한 합의에 이르기 위해 캠프 데이비드에서 만났다. 둘 사이의 차이를 좁혀 합의에 이르지는 못했지만, 협상의 규모와 세부성은 전례가 없었다. 캠프 데이비드에서 이루어진 진척에 따라, 두 지도자는 서로의 협상을 위해 다음의 원칙에 동의하였다.
1. 양 측은 서로 간의 협상의 목적이 수십 년 간의 분쟁을 종식시키고, 정의롭고 지속적인 평화를 달성하는 것이라는 데 동의하였다.
2. 양 측은 가능한 한 빠르게 모든 영구적 지위 문제에 대한 합의를 종결하기 위한 노력을 계속할 것을 약속하였다.
3. 양 측은 유엔 안전 보장 이사회 결의 제242호와 제338호를 기반으로 한 협상만이 이러한 합의에 이를 수 있는 유일한 방법임에 동의하였으며, 압력, 협박, 폭력 위협으로부터 자유로운 협상 환경을 만들어야 함을 약속하였다.
4. 양 측은 협상 결과를 예단하는 일방적인 행동을 지양하는 것의 중요성을 인정하고, 선의의 협상을 통해서만 이견을 해소할 수 있다는 점을 이해한다.
5. 양 측은 평화를 찾는 과정에서 미국이 중요한 동반자로 남아 있음에 동의하고, 클린턴 대통령 및 올브라이트 국무장관과 깊은 상의를 거칠 것이다.

## 같이 보기
- 마드리드 회담
- 오슬로 협정
- 제2차 오슬로 협정

### 개관
- Principles of Camp David's "American Plan". FMEP, Settlement Report, September–October 2000. American proposals, as reported in Ha'aretz and Yediot Aharanot.
- Interview with Dennis Ross about the summit
- More recent interview with Dennis Ross about the summit
- Several articles on the 2000 summit, including interviews with Clinton and Ben-Ami at the Jewish Virtual Library
- Camp David offer according to Palestinian Academic Society for the Study of International Affairs
- The Middle East Peace Summit at Camp David- July 2000 Israeli Ministry of Foreign Affairs

### 지도
- Camp David proposal maps (with explanations) according to MidEastWeb.
- Palestinian Maps of the Camp David 2 Proposals.
- West Bank Final Status Map Presented By Israel, May 2000 Foundation for Middle East Peace.
- “Projection of West Bank Permanent Status Offer, Camp David, July 2000” (PDF). 2006년 2월 22일에 원본 문서 (PDF)에서 보존된 문서. 2007년 4월 2일에 확인함. Peres Center for Peace.
- (프랑스어) Maps: Israeli proposals, from Camp David (2000) to Taba (2001)
- Failed compromise at Camp David. December 2000 English article in Le Monde diplomatique refers to some of the above-linked French-language maps.
- “East Jerusalem”. 2002년 5월 14일에 원본 문서에서 보존된 문서. 2013년 7월 9일에 확인함. and“Ariel and East Jerusalem”. 2001년 8월 16일에 원본 문서에서 보존된 문서. 2013년 7월 9일에 확인함., Orient House, 2000
- Barak's generous offers. Gush Shalom.

### 뉴욕 리뷰 오브 북스
- Robert Malley and Hussein Agha. "Camp David: The Tragedy of Errors," New York Review of Books, 9 August 2001
- Dennis Ross, Gidi Grinstein, Hussein Agha, Robert Malley. "Camp David: An Exchange." New York Review of Books, 20 September 2001
- Camp David and After: An Exchange (1. An Interview with Ehud Barak), by Benny Morris, in response to "Camp David: The Tragedy of Errors") 13 June 2002
- Camp David and After: An Exchange (2. A Reply to Ehud Barak) By Hussein Agha, Robert Malley, 13 June 2002
- Camp David and After – Continued Benny Morris, Ehud Barak, Reply by Hussein Agha, Robert Malley, 27 June 2002

### 관점 및 분석
- Comparing Camp David I and II, Dr. Kenneth W. Stein, Emory University
- "Was Arafat the Problem?" by Robert Wright
- "Barak: A Villa in the Jungle." Uri Avnery, July 2002
- "The Day Barak's Bubble Burst". 15 Sept. 2001 article, by Uri Avnery, a founder of the Israeli peace group Gush Shalom. More of their articles about Camp David are here.
- Jerome M. Segal, "The Palestinian Peace Offer," originally published in Ha'aretz, 1 October 2001
- Visions in Collision: What Happened at Camp David and Taba? 보관됨 22 7월 2011 - 웨이백 머신, Dr. Jeremy Pressman, 2003.